# رنو کپچر
رنو کپچر (به فرانسوی: Renault Captur) یک کراس‌اوور کامپکت کوچک است که توسط شرکت فرانسوی رنو تولید می‌شود.
طراحی کانسپت یا مفهومی کپچر سال ۲۰۱۱ به سرپرستی لارنس ون دن آکر معرفی شد و نهایتاً در سال ۲۰۱۳ در ژنو رونمایی و سپس در آوریل ۲۰۱۳ به فروش رسید، در اولین سال فروش خود بعد از جوک و داستر، پرفروش‌ترین خودروی اروپا شد؛ در نمایشگاه سال ۲۰۱۳ در سئول کره جنوبی با فروش ۱۰۰۰ دستگاه در هفت دقیقه خودرو سال ۲۰۱۴ در کره جنوبی انتخاب شد و در ۴ سال متوالی از سال ۲۰۱۴ تا ۲۰۱۷ پرفروش‌ترین خودروی اروپا در کلاس خود قرار گرفت.

## نسل اول

### رنو کپچر (J87؛ ۲۰۱۳)

#### طراحی خارجی
در طراحی بدنه از فرم رنو کلیو Clio استفاده شده‌است و داخل و بیرون خودرو از رنگ‌بندی دوگانه.
در ماه مه سال ۲۰۱۷، رنو به طرح‌های داخلی و خارجی کپچر تغییرات جدیدی داد و گزینه‌های سفارشی‌سازی بیشتر و تجهیزات بیشتری را برای آن معرفی کرد که فروش آن از سال ۲۰۱۸ آغاز شده‌است. کپچر را می‌توان یکی از کراس‌اورهای پرطرفدار اروپا دانست که جزو محصولات پرفروش شرکت رنو نیز، محسوب می‌شود.
سال‌های گذشته در بازار خودروی کشورهای دنیا، کلاس خودروهای کراس اوور و شاسی بلند به محبوبیت چشم‌گیری دست یافته‌است، خودروهای کراس اوور جمع و جور به‌دلیل عملکرد قابل قبول، فضای مناسب و قیمت مناسبی که دارند، به انتخاب خیلی از افراد به‌خصوص جوانان بدل شده‌اند. شرکت رنو برای بهره‌گیری از این گرایش به وجود آمده، با عرضهٔ خودرویی همچون کپچر، سعی دارد به رقابت با کمپانی‌های دیگر فعال در این حوزه بپردازد.
سال ۱۳۹۴ بود که شرکت ایران خودرو، کراس‌اوور خود به نام رنو کپچر را وارد بازار ایران کرد. این کراس‌اوور به‌صورت CBU وارد کشور می‌شد.

#### طراحی داخلی
این خودرو نسبت به ابعاد خودرو فضای داخلی و فضای پای سرنشینان عقب خوبی برخوردار است و همچنین، ارتفاع سر سرنشینان تا سقف زیاد آن مناسب برای افراد قد بلند بوده که بسیار بهتر از همکلاس‌های خود ظاهر شده‌است و با عایق بندی استاندارد نفوذ صدا به داخل کابین بسیار کم است و نکته خوب آن، دوطبقه بودن صندوق عقب است که با برداشتن طبقه فضای صندوق عقب به ۴۵۵ لیتر می‌رسد، که در بین تمامی خودروهای همکلاس خود، بزرگ‌ترین و جادارترین صندوق عقب را ارائه می‌دهد.
این خودرو بر پایه نسل چهارم رنو کلیو با همان خطوط طراحی و به عنوان بخشی از استراتژی طراحی بازسازی رنو توسط لورنس ون دن آکر Laurens van den Acker ساخته شده‌است. رنو کپچر که نسخه تکامل یافته از یک مدل کانسپت به همین نام است را به جرئت می‌توان یکی از زیباترین محصولات اقتصادی رنو نام برد. از دیگر موارد قابل توجه در طراحی بخش جلوی این خودرو می‌توان به چراغ‌های مه‌شکن و دی‌لایت روی سپر اشاره کرد. یک خط سقف شیب دار، رینگ‌های آلومینیومی، گلگیر‌های عضلانی و آینه بغل‌های هم رنگ با سقف از دیگر مواردی هستند که باید در مورد طراحی کناره‌های خودرو به آن اشاره کرد. بخش عقب این خودرو هماهنگی خوبی با طراحی کلی خودرو دارد. چراغ‌های عقب دو تکه، قاب کرومی که نام کپچر روی آن نوشته شده و یک سپر که دیفیوزر و سر اگزوز خودرو را دربر گرفته از مهم‌ترین موارد قابل اشاره در طراحی این بخش هستند.

#### امکانات و تجهیزات رفاهی کپچر در ایران
شاید رنو تمام تجهیزات مورد نیاز را در این خودرو نگنجانده باشد ولی کپچر آپشن‌های مختلفی دارد که برخی از تجهیزات این خودرو عبارت است از:
کروز کنترل – اسپید لیمیت (سیستم محدودکننده سرعت) – فرمان چرمی – کفپوش موکتی – GPS نقشه – دوربین دنده عقب – مانیتور ۷ اینچ لمسی از نوع مقاومتی – کیلس استارت دکمه‌ای هوشمند – ورود بدون کلید (کارت هوشمند) – قفل مرکزی اتوماتیک درها – چراغ مه‌شکن جلو حساس به گردش فرمان – چراغ مه‌شکن عقب – سنسور اتوماتیک نور چراغها و باران – ۴ کیسه هوا – ESP - ABS - EBD - EBA - HAS - ASR - فرمان برقی ضریب متغیر – رینگ آلومینیومی ۱۷ اینچ مشکی کرومی – لاستیک کنتیننتال یا میشلن – سنسور پارک عقب – کنترل صوتی پشت فرمان – سیستم تهویه مطبوع اتوماتیک – تصفیه هوا کربن فعال – نمایشگر فشار باد TPMS (سنسور و چراغ هشدار کم بودن باد لاستیک) – محفظه خنک نگهدارنده – چراغ روز روشن LED – آینه جانبی برقی و تاشو با دید گسترده مجهز به گرمکن – آینه‌های جانبی راهنما دار – راهنما تعویض لاین – ۴ بلندگو – iSOFix – جا لیوانی – صندلی‌های عقب تاشو – چراغ مطالعه داخل کابین جلو و عقب – خروجی برق ۱۲ ولت فندکی – تنظیم تلسکوپی (عمق) و ارتقا فرمان – کامپیوتر سفری – نوار کرومی جلو پنجره و دی لایت و صندوق عقب – شیشه‌های برقی و شیشه راننده اتوماتیک – گرمکن شیشه عقب – برف پاکن عقب – AUX پخش صوتی – بلوتوث پخش و تماس صوتی – USB پخش MP3 و WMA – چراغ‌های جلو هالوژن H1 – سیستم تنظیم برقی ارتفاع نور چراغ‌های جلو – کمربند ایمنی جلو با قابلیت محدود کردن فشار وارده و پیش کشنده – سنسور کمربندهای جلو – صندوق عقب ۴۵۵ لیتر – دکمه بخار گیر – نمایش مصرف سوخت لحظه‌ای و متوسط – ارتفاع 20 cm از سطح زمین – دریچه ورودی هوای رادیاتور اتوماتیک - نمایش دمای بیرون و ساعت و تنظیمات کولر و بخاری داخل مانیتور – تکنولوژی گیربکس اتوماتیک فرمول یک – سیستم ضد سرقت خودرو (ایموبلایزر) – کیلومتر شمار دیجیتال – ۳ عدد پشت سری عقب قابل تنظیم – دکمه اکو (سیستم مصرف بهینه موتور"ECO-MODE") – صندلی‌های چرمی - گرمکن صندلی‌های جلو – دکمه اجرای دستورها صوتی رو فرمان – کنسول میانی جلو (آرم رست - زیر آرنجی) – شیشه‌های عقب و شیشه لچکی عقب و شیشه صندوق عقب دودی ۳۵ درصد - نرم‌افزار eco2 (اکو درایو) نمره دهی به نوع رانندگی کم مصرف و اصلاح نوع رانندگی
در مدل ۲۰۱۸ سقف شیشه‌ای به آن اضافه شده‌است.
رنو کپچر از معدود خودروهای بنزینی غیر هیبرید می‌باشد که سیستم بازیابی تولید انرژی از ترمز دارد. چنان‌که به مانند یک خودروی هیبرید، در هنگام کاهش سرعت، با بهره‌گیری از سیستم مدیریت هوشمند انرژی (ESM)، که انرژی را در هنگام ترمزگیری بهبود می‌بخشد، دینام باتری را که منبع تغذیه بخاری، سیستم تهویه مطبوع، رادیو، چراغ‌های جلو و فرمان برقی می‌باشد، شارژ می‌کند. این خودرو از چهار کیسهٔ هوای ایمنی بهره می‌برد؛ دو کیسهٔ هوا مسئولیت حفاظت از راننده و سرنشین جلو را در تصادفات روبه رو بر عهده دارند. فلاپ جلوی رادیاتور رنو کپچر، بسیار کاربردی می‌باشد. در زمستان که ماشین تازه روشن می‌شود، فلاپ بسته شده و هوای بسیار سرد وارد محفظه رادیاتور ماشین نمی‌گردد و باعث می‌شود تا در دقایق ابتدایی، بخاری سریع گرم شود. همچنین موقع استفاده از کولر یا حرکت با سرعت بسیار بالا، دریچه جلو باز شده و باعث خنک کردن بهتر رادیاتور می‌گردد. رنو کپچر از اینترکولر اختصاصی بهره می‌برد. استفاده از اینترکولر اختصاصی برای توربوی کپچر باعث می‌گردد، ساعت‌ها بتوان رانندگی پرفشار داشت و به‌دفعات نسبت به درگ انداختن اقدام کرد، بدون این‌که قابلیت و راندمان توربو، تغییر پیدا کند یا قدرت توربو و موتور کم گردد. عایق بندی (حرارتی و صوتی) خوبی در سینه موتور تا انتهای خروجی اگزوز رنو کپچر، به‌کار گرفته شده، که باعث می‌گردد صدا و گرمای ایجاد شده در موتور و اگزوز (قسمت سینه موتور و زیرین خودرو)، به داخل کابین انتقال پیدا نکند.

#### موتور و سیستم تعلیق
این خودرو تنها با موتور ۱۲۰۰ وارد ایران شده که با شتاب و کشش بسیار خوبی برخوردار است و نیروی موتور به چرخهای جلو منتقل می‌شود که ۱۲۵ گرم CO2 و مصرف ۵٫۹ لیتر در سیکل ترکیبی تولید می‌کند.
کپچر در سرعت‌های مختلف عملکرد بسیار خوبی دارد و به خوبی ارتعاش‌های حاصل از ناهمواری‌های جاده را جذب می‌کند. موتور رنو کپچر، گواهینامه تست ۸۰۰ هزار کیلومتر دوام و پایداری کارخانه سازنده را بر پیشانی خود دارد. رنو کپچر ۲۰۱۷ از یکی از جدیدترین موتورهای شرکت رنو به نام H5FT بهره می‌برد. این موتور ۱٫۲ لیتری توربو ۴ سیلندر خطی، به لطف بهره‌مندی از تکنولوژی توربو و همچنین VVT، از موتوری با چنین حجم کم ۱۲۰ اسب بخار نیرو و ۱۹۰ نیوتن متر گشتاور استخراج می‌کند. توربوشارژر کپچر از دور موتور ۲۰۰۰ دور دقیقه وارد عمل می‌شود و حداکثر توان آن از این دور، در دسترس است. به لطف تکنولوژی VVT، نود درصد قدرت موتور از ۱۵۰۰ دور در دقیقه و با دنده یک در دسترس است. در جاده، این موتور به ازای هر صد کیلومتر ۴٫۷ لیتر بنزین مصرف می‌کند و در شهر، میزان این مصرف به ۶٫۶ لیتر به ازای هر صد کیلومتر افزایش می‌یابد. مصرف سوخت ترکیبی این خودرو به ازای هر صد کیلومتر ۵٫۹ لیتر است.

#### افتخارات
رنو کپچر از سوی مجله وات کار در سال ۲۰۱۴ به عنوان «بهترین اس یووی زیر ۱۶٬۰۰۰ یورو» برگزیده شد. همچنین این خودرو موفق به دریافت جایزه Voiture de l'Année 2013 (بهترین خودرو سال ۲۰۱۳) توسط French Association of
Automotive Press شد.

#### ایمنی
رنو کپچر به رتبه پنج ستاره در آزمون EuroNCAP 2013 دست یافته‌است که ایمنی بالایی دارد.
کپچر، پرفروش‌ترین کراس اور شهری در جهان می‌باشد که زیر نظر «لارنس ون دن اکر»، مدیر واحد طراحی کمپانی رنو طراحی شده‌است و «بنویت بوشارد»، مدیر واحد تولید رنو از آن به عنوان «کراس اوور غیرتهاجمی و کامپکتی» یاد می‌کند که «بسیار کاربرپسند» است. این کراس اور توانایی خوبی در گذر از پیچ‌ها دارد، چسبندگی مناسب با جاده و پاسخ دهی فرمان بسیار قابل اتکا، از دیگر توانایی‌های رنو کپچر در بخش هندلینگ و فرمان‌پذیری است.
رنو کپچر، با بهره بردن از ترمز کاسه‌ای قوی و پیشرفته در چرخهای عقب به همراه استفاده از اصول مهندسی ایمنی، تعلیق و پایداری، در آزمون کنترل پایداری الکترونیکی یورو انکپ، ۲۷ سانتی‌متر لغزش جانبی کمتری نسبت به پژو ۲۰۰۸(با بهره‌گیری از ترمز دیسکی در چرخهای عقب) دارد. رنو با بهره‌گیری از جنس مخصوص کاسه ترمز که از آلیاژ خاصی استفاده کرده، باعث می‌شود حرارت ایجاد شده در محفظه ترمز بلافاصله تخلیه بشود و همچنین با پره‌های خنک‌کننده، گرمای ناشی از ترمزگیری، سریعاً تبادل می‌شود و در ترمزگیریهای پی در پی، ترمز به اصطلاح چوب نمی‌شود یا ترمز، زیر پا خالی نمی‌کند. تمامی رنو کپچرهای موجود در ایران، وارداتی بوده و همگی، ساخت و مونتاژ سایت رنو اسپانیا می‌باشد.
رنو کپچر از چهار کیسهٔ هوای ایمنی بهره می‌برد؛ دو کیسهٔ هوا مسئولیت حفاظت از راننده و سرنشین جلو را در تصادفات روبه رو بر عهده دارند. کیسه‌های هوای جانبی نیز، از بدن سرنشینان ردیف جلو در برخوردهای جانبی محافظت می‌کنند. رنو کپچر از مؤسسهٔ Euro NCAP موفق به کسب پنج ستارهٔ ایمنی شد.//محافظت از سرنشینان بزرگ‌سال: ۸۸ درصد//محافظت از سرنشینان خردسال: ۷۹ درصد//سیستم‌های ایمنی و کمکی راننده: ۸۱ درصد
رنو کپچر، با بهره بردن از ترمز کاسه‌ای قوی و پیشرفته در چرخهای عقب، با کسب ۸۱ درصد مجموع امتیازات در بخش سیستم‌های کمک ایمنی در تستهای سختگیرانه یورو انکپ، نسبت به رقبای همکلاس خودش مثل پژو ۲۰۰۸ (۷۰درصد) و نیسان جوک (۷۱درصد)، در جایگاه بالاتری ایستاده‌است.
سیستم روشنایی اتوماتیک هنگام گردش خودرو" موانع را به کمک سیستم روشنایی اتوماتیک هنگام گردش خودرو، سریعتر شناسایی کنید. روشنایی با میزان زاویه فرمان و سرعت خودرو تغییر می‌نماید.
معتبرترین مؤسسه جهانی در زمینه تست موس (گوزن)، هندلینگ و پایداری (اسلالوم)، یک مؤسسه اروپایی می‌باشد که تحت عنوان km77، به فعالیت می‌پردازد و مقر آن در مادرید-اسپانیا می‌باشد. و به صورت سختگیرانه و کاملاً استاندارد، نسبت به انجام آزمونهای هندلینگ و پایداری، اقدام می‌کند. وجه تسمیه نام این مؤسسه، این است که هر خودرویی که بتواند حداقل با سرعت ۷۷ کیلومتر بر ساعت، مسیر تست را بدون واژگون کردن مخروطیهای نارنجی، بپیماید، از نظر کارشناسان این مؤسسه، موفق به دریافت تأییدیه تست گوزن می‌گردد.

#### فیس‌لیفت

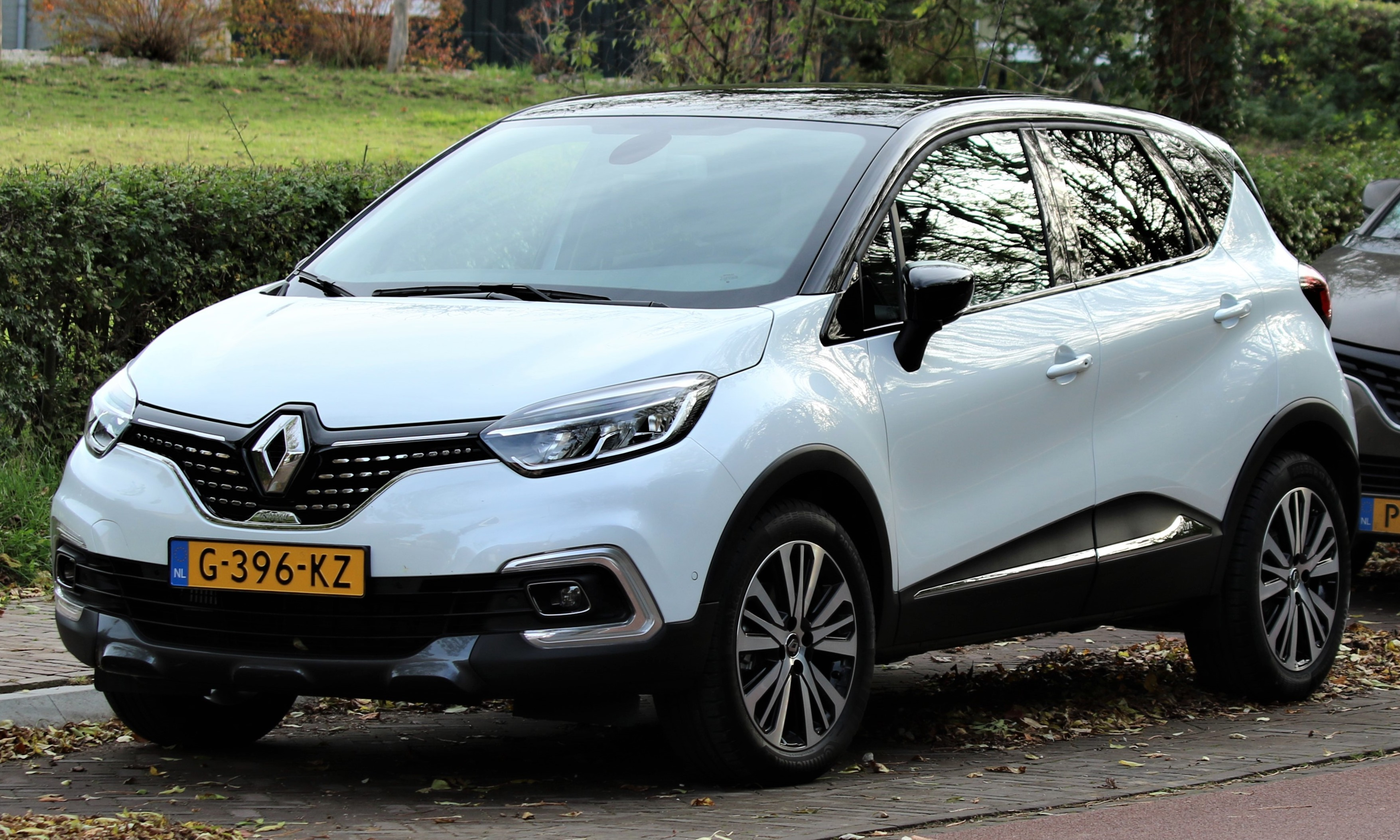
رنو کپچر اینشیال پاریس ۲۰۱۸

در مه ۲۰۱۷، رنو مدل فیس‌لیفت کپچر را با طراحی داخلی و خارجی اصلاح شده، گزینه‌های سفارشی‌سازی بیشتر و تجهیزات بهبودیافته معرفی کرد.
رنو برای این که بتواند رنو کپچر ۲۰۱۸ را برای رقابت با محصولاتی مثل تویوتا C-HR، هیوندای کونا و سیتروئن C4 کاکتوس آماده کند، تغییراتی را در آن اعمال کرده‌است. این کراس اوور زیبا هم‌اکنون با یک روش بازاریابی ساده عرضه شده و از همان آرایش داخلی به کار رفته در مدل‌های کلیو (Clio)، مگان و کولیوس بهره می‌برد.
اضافه کردن این تجهیزات باعث شده که رنو، مدل کپچر زن (Captur Zen) را با قیمت‌های ۲۱٬۹۹۰ (مجهز به گیربکس دستی) و ۲۴٬۹۹۰ دلار (مجهز به گیربکس خودکار) و مدل کپچر اینتنس (Captur Intens) را با قیمت‌های ۲۸٬۹۹۰ (برای مدل مجهز به سیستم EDC استاندارد خودکار) و ۳۰٬۹۹۰ دلار (برای مدل مجهز به گیربکس خودکار) وارد بازار کند.
در یک نگاه می‌توان گفت که مدل زن رنو کپچر ۲۰۱۸ در کنار کراس اوورهای شهری دیفرانسیل جلوی متوسطی مثل مزدا CX-3 اس تورینگ (۲۶٬۹۹۰ دلار)، هیوندای کونا الیت (۲۸٬۵۰۰ دلار) و تویوتا C-HR دو چرخ متحرک (۲۶٬۹۹۰ دلار) طبقه‌بندی می‌شود. قرار گرفتن کپچر زن در این طبقه‌بندی از قابلیت‌های خوب این خودرو حکایت می‌کند؛ البته باید در نظر داشت که قیمت این محصول در مقایسه با مدل کلیو زن هاچ بک در حدود ۶۰۰۰ دلار گران‌تر است.
مدل زن رنو کپچر ۲۰۱۸ در دو طرف لوگوی شناخته شده سازنده فرانسوی از دو چراغ ال ای دی روشنایی در روز و چراغ‌های اصلی پرچمدار ال ای دی پیور ویژن بهره می‌برد. رنو ادعا کرده که چراغ‌های پیور ویژن به کار رفته در این خودرو ۲۰ درصد قوی‌تر از چراغ‌های هالوژنی موجود در بازار هستند. این خودرو از سنسورهای پارک عقب، سنسور دید عقب، یک سیستم اطلاعاتی – تفریحی پیشرفته مجهز به نمایشگر ۷ اینچی لمسی و قابلیت پشتیبانی ردیاب ماهواره‌ای، آینه‌های جانبی برقی تاشو خودکار، چرخ‌های آلیاژی ۱۶ اینچی و کاورهای صندلی قابل شست‌وشو نیز بهره می‌برد.
رنو کپچر ۲۰۱۸ همان‌طور که گفته شد، در یک مدل پیشرفته‌تر با نام اینتنس هم عرضه می‌شود. اینتنس در مقایسه با مدل زن ۴۰۰۰ دلار گران‌تر است، با این وجود، امکاناتی مانند سیستم پارک خودکار، هشدار نقطه کور، سقف شیشه‌ای پانوراما، روکش‌های چرمی زغالی رنگ، سیستم ردیاب ماهواره پیشرفته آر لینک (R-Link) مجهز به یک نمایشگر ۷ اینچی، چراغ‌های ال ای دی و مه‌شکن و سنسورهای پارک جلویی و جانبی را در اختیار خریدارانش می‌گذارد. با خرید این مدل علاوه بر این یک سیستم صوتی آرکامیس ۳ بعدی (Arkamys 3D)، رادیوی دیجیتالی، ۴ رینگ آلیاژی ۱۷ اینچی، رکاب‌های جلویی و عقبی آیرودینامیکی، یک جلو پنجره‌ای کرومی، یک چراغ محفظه بار و ۴ شیشه دودی را بر روی خودروی خود دریافت می‌کنید. رنو این امکان را نیز فراهم ساخته که مشتریانش مدل اینتنس را با سیستم صوتی باس (Bose) هم سفارش دهند.
رنو کپچر ۲۰۱۸ کابین مناسبی دارد و احساس کنترل مناسبی را به راننده منتقل می‌کند. سیستم کروز کنترل دو مرحله‌ای و کلیدهای کنترل‌کننده سیستم صوتی که بر روی فرمان قرار گرفته‌اند، از دیگر امکانات این کراس اوور شهری هستند. سیستم ردیاب ماهواره‌ای آر لینک به کار رفته در کپچر سرویس اپل کار پلی (Apple CarPlay) را پشتیبانی نمی‌کند اما این توانایی را دارد که با کمک سرویس اندروید اتو (Android Auto) تماس‌های شما را پاسخگو باشد. خودروساز فرانسوی این امکان را نیز فراهم ساخته که با انتخاب سرویس ماهواره‌ای تام تام (TomTom) هشدارهای مربوط به وضعیت ترافیک جاده و سرعت خودرو را دریافت شود. روکش فرمان چرمی، قلاب‌های نگهدارنده عینک آفتابی، دو جا لیوانی، یک کنسول مرکزی تاشو و کلیدهای نرم اما محکم پلاستیکی از دیگر عناصر موجود در کابین رنو کپچر ۲۰۱۸ هستند.
کپچر جدید با ۴۱۲۲ میلی‌متر طول و ۲۶۰۶ میلی‌متر فاصله بین محور دو چرخ از جمله کوچک‌ترین کراس اوورهای جدید به‌شمار می‌آید، با این وجود، می‌تواند یک فضای بار دو قسمتی با حجم کلی ۴۵۵ لیتر را در اختیار سرنشینانش بگذارد. بد نیست بدانید که این فضای بار در هنگام تا شدن صندلی‌های کپچر به یک فضای بسیار بزرگ با طول و عرض ۱۵۱۲ و ۹۸۳ میلی‌متر و حجم ۱۲۳۵ لیتر تبدیل می‌شود. رنو کپچر ۲۰۱۸ مانند هر خودروی دیگری نقاط ضعف خاص خود را نیز دارد. کم بودن فضای صندلی‌های عقب و نداشتن کیسه‌های هوای عقب از جمله این محدودیت‌ها هستند.
رنو در ساخت کپچر از دو پیشرانه متفاوت استفاده کرده‌است، به این نحو که مدل کپچر زن مجهز به جعبه دنده دستی از یک پیشرانه بنزینی توربوشارژر دار ۹۰۰ سی سی با خروجی ۶۶ کیلووات قدرت و ۱۳۵ نیوتون متر گشتاور و مدل‌های مجهز به سیستم EDC با یک پیشرانه بنزینی توربوشارژر دار ۱٫۲ لیتری با خروجی ۸۸ کیلووات قدرت و ۱۹۰ نیوتون متر عرضه می‌شود. این پیشرانه ۱٫۲ لیتری شاید از نظر ظاهری چندان قدرتمند نباشد اما می‌تواند جثه ۱۲۰۰ کیلوگرمی رنو کپچر ۲۰۱۸ را در مدت زمانی معادل ۱۰٫۹ ثانیه از حالت سکون به سرعت ۱۰۰ کیلومتر بر ساعت برساند و علاوه بر این حداکثر گشتاور خود را در سرعت ۲۰۰۰ دور بر دقیقه ارائه کند.
کپچر جدید به‌طور استاندارد از یک جعبه دنده خودکار دو کلاچه شش سرعته دارای اهرم تعویض دنده بهره می‌برد. این جعبه دنده در مقایسه با جعبه دنده‌های دور متغیر (CVT) به کار رفته در سایر خودروهای مشابه عملکرد خوبی دارد با اینحال، راننده را مجبور می‌کند که در سرعت‌های پایین ترافیک‌های شهری کنترل دقیق‌تری را بر روی پدال گاز اعمال کند. در یک نگاه کلی می‌توان گفت که جعبه دنده رنو کپچر ۲۰۱۸ به هیچ وجه سیستم ناکارآمدی نیست اما در مقایسه با جعبه دنده دو کلاچه هفت سرعته هیوندای کونا عملکرد ضعیف‌تری دارد.
رنو در ساخت SUV کوچک جدیدش از یک مخزن سوخت ۴۵ لیتری استفاده کرده و گفته‌است که کپچر می‌تواند به واسطه گیربکس خود در هر ۱۰۰ کیلومتر مسافت ترکیبی مقدار ۵٫۸ لیتر بنزین دارای اکتان ۹۵ را مصرف کند، اگرچه که تست‌های جاده‌ای انجام شده بر روی این خودرو نشان داده‌اند که مصرف سوخت آن در یک مسافت ۱۰۰ کیلومتری ترکیبی معادل ۷٫۲۵ لیتر است.
رنو کپچر ۲۰۱۸ توانایی کشش باری با وزن ۹۰۰ کیلوگرم را دارد. این خودرو تنها به صورت دیفرانسیل جلو عرضه می‌شود اما خریداران می‌توانند با کمک یک سیستم جداگانه قابل نصب بر روی این محصول با نام اکستندد گریپ (Extended Grip) کشش بیشتری را در چرخ‌های این خودرو ایجاد کنند. اکستندد گریپ در واقع نقش یک سیستم کنترل کشش پیشرفته را ایفا می‌کند. این سیستم به همراه یک جفت لاستیک ۲۰۵/۵۵R17 91V Solus KH25 که برای حرکت در جاده‌های برفی و گلی طراحی شده‌اند، در اختیار خریداران قرار می‌گیرد.
کپچر جدید سه حالت رانندگی On-Road, Off-Road و Expert را در اختیار راننده می‌گذارد. حالت On-Road همان حالت پیش فرض است که به‌طور خودکار در سرعت‌های بالاتر از ۴۰ کیلومتر بر ساعت فعال می‌شود. این حالت برای رانندگی در شرایط مختلف جاده‌ای طراحی شده‌است. حالت Off-Road برای حرکت در جاده‌های آسفالت نشده طراحی شده و به واحد کنترل الکترونیکی خودرو دستور می‌دهد تا گشتاور و میزان ترمزگیری موتور را به اندازه مناسب تنظیم کند و دور بیشتری را به چرخ‌های جلو منتقل سازد. حالت Expert کنترل را به‌طور کامل به راننده واگذار می‌کند و تنها وظیفه تنظیم میزان ترمز موتور روی خودرو را به واحد کنترل الکترونیکی واگذار می‌کند.
خودروساز فرانسوی برای ایجاد کنترل بهتر در خودروی کراس اوور شهری جدیدش در جلوی کپچر از یک تیر کاذب مک فرسون و در قسمت عقب خودرو از یک تیر ساده انقباضی استفاده کرده‌است. این ترکیب باعث شده‌است که رنو کپچر ۲۰۱۸ بتواند کنترل خوبی را در برابر حرکت‌های جانبی و نوسانی داشته باشد. تنها نقطه ضعف این سیستم، ضرباتی هستند که از طرف کمک فنرها در سر پیچ‌های تند به کابین منتقل می‌شوند. کپچر یک سیستم فرمان خوب را نیز بر روی خود دارد. این فرمان از حالت قفل تا قفل ۲٫۷ دور می‌چرخد و شعاع چرخشی معادل ۱۰٫۴ متر را برای این کراس اوور به ارمغان می‌آورد تا راننده بتواند به راحتی این اتومبیل را پارک کند.
رنو کپچر ۲۰۱۸ با یک وارانتی ۵ ساله بدون محدودیت پیمایش در بازار عرضه می‌شود. خودروساز فرانسوی توصیه کرده‌است که بعد از هر ۱۲ ماه یا پیمودن ۳۰٬۰۰۰ کیلومتر این خودرو را مورد بررسی‌های اولیه قرار دهید.

#### رنو سامسونگ QM3

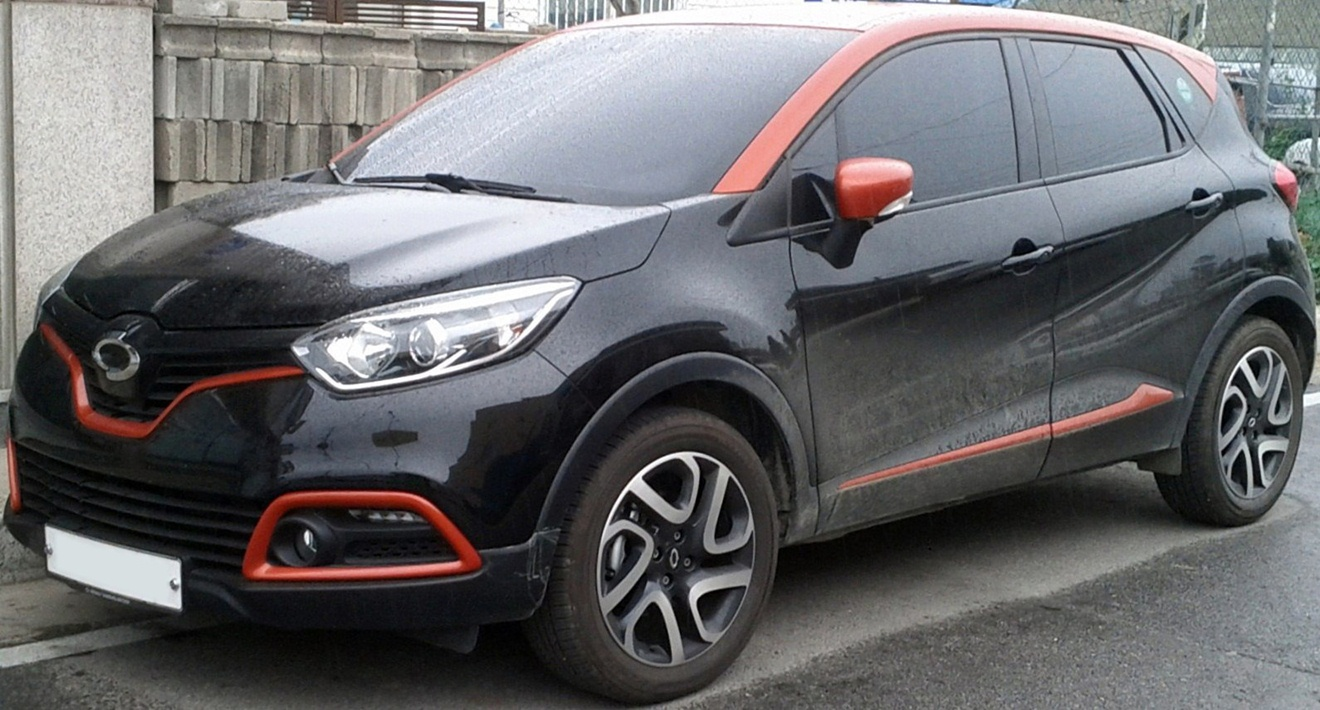
رنو سامسونگ QM3

رنو سامسونگ QM3 یک نسخه از کپچر است که در آوریل ۲۰۱۳ در کره جنوبی در نمایشگاه خودروی سئول با اختلافی اندک پس از رونمایی از همتای اروپایی در نمایشگاه خودروی ژنو عرضه شد. QM3 به‌طور رسمی در تاریخ ۶ دسامبر ۲۰۱۳ عرضه شد و ۱۰۰۰ دستگاه اول آن در کره جنوبی ظرف هفت دقیقه فروخته شد.
ابعاد و محور QM3 مشابه با کپچر است، در حالی که فقط با یک موتور دیزلی dCi 90 و گیربکس دوکلاچه عرضه می‌شود.

##### جوایز
QM3 به عنوان برترین خودروی ۲۰۱۳ نمایشگاه خودروی کره جنوبی انتخاب شد و در مارس ۲۰۱۴ توسط روزنامه JoongAng Ilbo به مقام «اس‌یووی سال» دست یافت.

### رنو کپچر/کاپتور (GA؛ ۲۰۱۶)
در روسیه خودروی بزرگتر با همان ظاهر کپچر اصلی طراحی شد، اما فاصله بین محوری بیشتر و ابعاد کلی بزرگتر، در سال ۲۰۱۶ معرفی شد و به عنوان رنو کاپتور شناخته شد. رنو کاپتور از سال ۲۰۱۶ میلادی توسط کارخانه رنو روسیه تولید می‌شود. نسخه محور جلو این خودرو با موتور ۱٫۶ لیتری و دارای جعبه دنده دستی یا CVT می‌باشد، در حالی که نسخه‌های چهارچرخ محرِک یا تمام چرخ (4x4) دارای موتور ۲٫۰ لیتری و جعبه دنده دستی یا اتوماتیک (چهار سرعته) می‌باشد.
تغییر نامگذاری به دلیل مشکلات تلفظ صحیح اصل "Captur" در زبان روسی است. برخلاف Captur اروپایی، کاپتور روسی از رنو داستر به جای نسل چهارم Clio استفاده می‌کند. یک نسخه برزیلی محلی که در ابتدای سال ۲۰۱۷ معرفی شد، به عنوان رنو کپچر شناخته شد. نسخه برزیلی دارای جعبه دنده دستی (۵ سرعت)، CVT و اتوماتیک (۴ سرعته) است.
این ماشین از سال ۲۰۱۷ در بازار هند در دسترس قرار گرفت، همچنین به عنوان Captur شناخته شده‌است. تولید و پیش سفارش‌ها در ماه سپتامبر آغاز شد.

#### فیس‌لیفت
در مه ۲۰۲۰، رنو روسیه مدل فیس‌لیفت کاپتور را روانه بازار کرد. جدا از چندین به‌روزرسانی ظریف در نمای خارجی و داخلی، خودرو اکنون برای بهبود کیفیت سواری از پلت‌فرم B0+ بهره می‌برد که در نتیجه، بیش از ۵۵ درصد اجزای آن به‌روز شده‌اند. فرمان هیدرولیک به نفع فرمان برقی مدرن کنار گذاشته شد؛ که به نوبه خود اجازه می‌داد تا ستون فرمان برای دسترسی تنظیم شود. کاپتور جدید از یک موتور توربو بنزینی ۱٫۳ لیتری جدید H5Ht بهره می‌برد که جایگزین موتور ۲٫۰ لیتری بنزینی تنفس طبیعی F4R است. در ژوئیه ۲۰۲۱، کپچر فیس‌لیفت شده با موتور ۱٫۳ لیتری بنزینی در برزیل عرضه شد.

#### موتورها
مدل B0 موتورهای دیزلی ندارد. این موتورها یا بنزین سوز (برای وسایل نقلیه مونتاژ روسیه) یا ترکیبی از بنزین / اتانول (برای وسایل نقلیه مونتاژ برزیل) نصب می‌شود.
هندوستان مونتاژ Captur یک موتور دیزل را به عنوان یک گزینه خواهد داشت.
| موتور                                                                                      | تیپ                         | تعداد سیلندر    | حجم موتور       | قدرت                                                                                            | گشتاور |
| موتورهای بنزینی                                                                            | موتورهای بنزینی             | موتورهای بنزینی | موتورهای بنزینی | موتورهای بنزینی                                                                                 | موتورهای بنزینی |
| ------------------------------------------------------------------------------------------ | --------------------------- | --------------- | --------------- | ----------------------------------------------------------------------------------------------- | --- |
| 1.3 petrol۱                                                                                | Direct injection            | 4               | 1,332 cc        | ۱۵۰ اسب بخار متری (۱۱۰ کیلووات)                                                                 | |
| 1.5 petrol2                                                                                | Direct injection            | 4               | 1,498 cc        | ۱۰۶ اسب بخار متری (۷۸ کیلووات) at 5,600 rpm                                                     | ۱۴۲ نیوتن متر (۱۰۵ پوند-فوت) at 4,000 rpm                                                                                     |
| 1.6 petrol1                                                                                | Direct injection            | 4               | 1,598 cc        | ۱۱۴ اسب بخار متری (۸۴ کیلووات) at 5,500 rpm                                                     | ۱۵۶ نیوتن متر (۱۱۵ پوند-فوت) at 4,000 rpm                                                                                     |
| 2.0 petrol1                                                                                | Direct injection            | 4               | 1,998 cc        | ۱۴۳ اسب بخار متری (۱۰۵ کیلووات) at 5,750 rpm                                                    | ۱۹۵ نیوتن متر (۱۴۴ پوند-فوت) at 4,000 rpm                                                                                     |
| موتورهای بنزین/اتانول (برزیل)                                                              |                             |                 |                 |                                                                                                 | |
| 1.6 petrol/ethanol                                                                         | Direct injection            | 4               | 1,597 cc        | - ۱۱۸ اسب بخار متری (۸۷ کیلووات) at 5,500 rpma - ۱۲۰ اسب بخار متری (۸۸ کیلووات) at 5,500 rpmb   | ۱۵۹ نیوتن متر؛ ۱۱۷ پوند-فوت (۱۶٫۲ کیلوگرم متر) at 4,000 rpm                                                                   |
| 2.0 petrol/ethanol                                                                         | Direct injection            | 4               | 1,998 cc        | - ۱۴۳ اسب بخار متری (۱۰۵ کیلووات) at 5,750 rpma - ۱۴۸ اسب بخار متری (۱۰۹ کیلووات) at 5,750 rpmb | - ۱۹۸ نیوتن متر؛ ۱۴۶ پوند-فوت (۲۰٫۲ کیلوگرم متر) at 4,000 rpma - ۲۰۵ نیوتن متر؛ ۱۵۱ پوند-فوت (۲۰٫۹ کیلوگرم متر) at 4,000 rpmb |
| موتورهای دیزلی                                                                             |                             |                 |                 |                                                                                                 | |
| 1.5 diesel1                                                                                | Turbo common rail injection | 4               | 1,461 cc        | ۱۱۰ اسب بخار متری (۸۱ کیلووات) at 4,000 rpm                                                     | ۲۴۰ نیوتن متر (۱۷۷ پوند-فوت) at 1,750 rpm                                                                                     |
| یادداشت‌ها                                                                                  |                             |                 |                 |                                                                                                 | |
| - 1 استفاده در نسخه روسی. - 2 استفاده در نسخه هندی. - a در حالت بنزین. - b در حالت اتانول. |                             |                 |                 |                                                                                                 | |

## نسل دوم (JB/JE؛ ۲۰۱۹)
تولید نسل دوم کپچر در سال ۲۰۱۹ آغاز شد، این خودرو از پلتفرم مدرن تری به نام CMF-B بهره می‌برد که با نسل پنجم رنو کلیو و نسل دوم نیسان جوک یکی است.
فروش این خودرو از نیم‌سال اول ۲۰۲۰ آغاز شد. این خودرو برخلاف نسل پیشین در کره جنوبی نیز تحت نام کپچر به فروش می‌رسد.

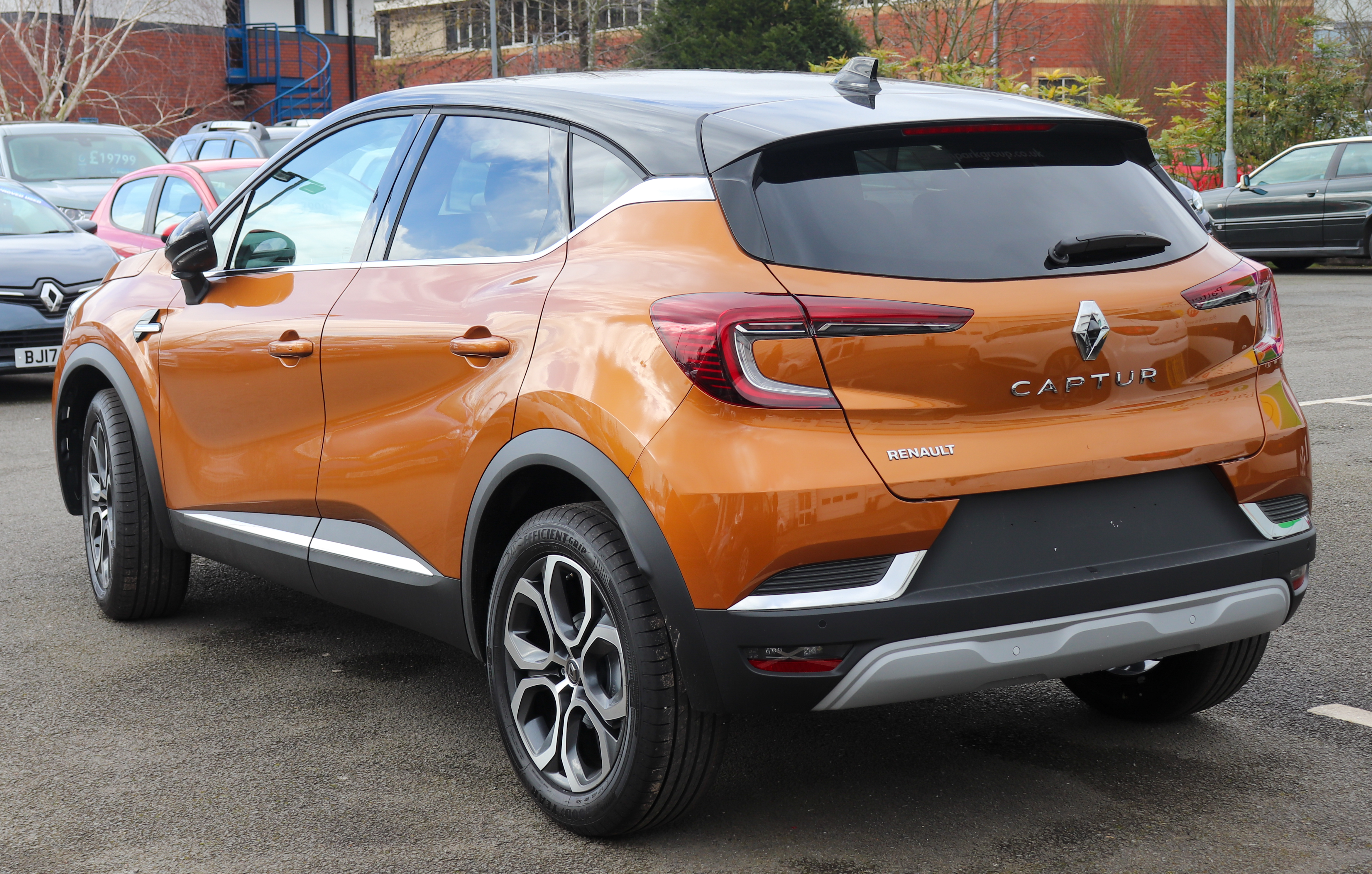
نمای عقب

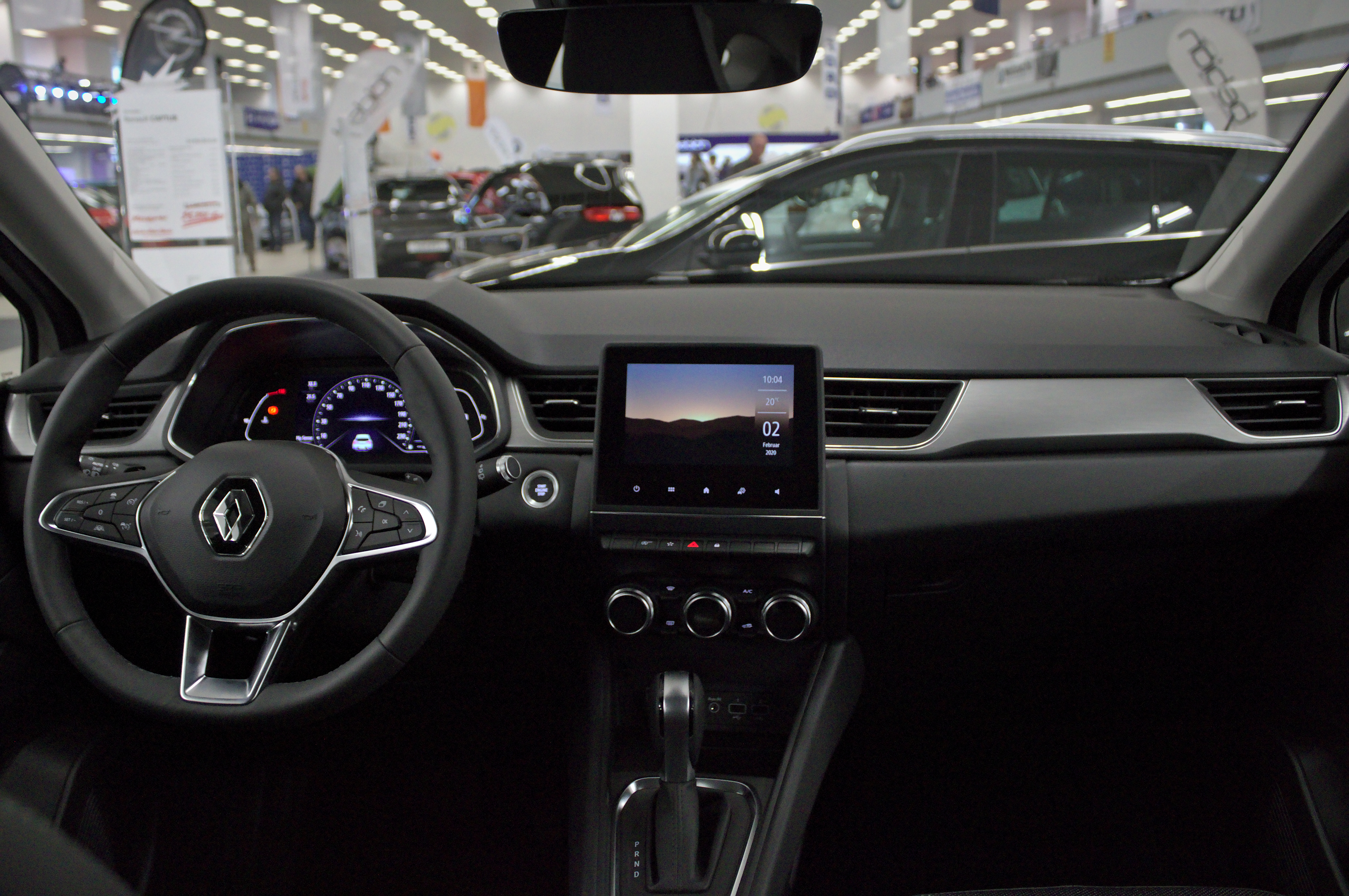
نمای داخلی

## کپچر مفهومی (کانسپت)
خودروی مفهومی رنو کپچر توسط رنو در نمایشگاه ژنو ۲۰۱۱ نمایش داده شد و در توسط رنو سامسونگ در سال ۲۰۱۲ در نمایشگاه خودروی بوسان به نمایش گذاشته شد.
مدل مفهومی کپچر یک مینی اس‌یووی است و دومین طرح از شش خودروی مفهومی است که نظر رنو را برای خودروهای آینده به نمایش گذاشته‌است؛ خودروی مفهومی اول رنو دزیر نام داشت. این طراحی توسط خولیو لوزانو تحت رهبری طراحی رژه لارنس وان دن آکر انجام شده‌است.

### مشخصات فنی

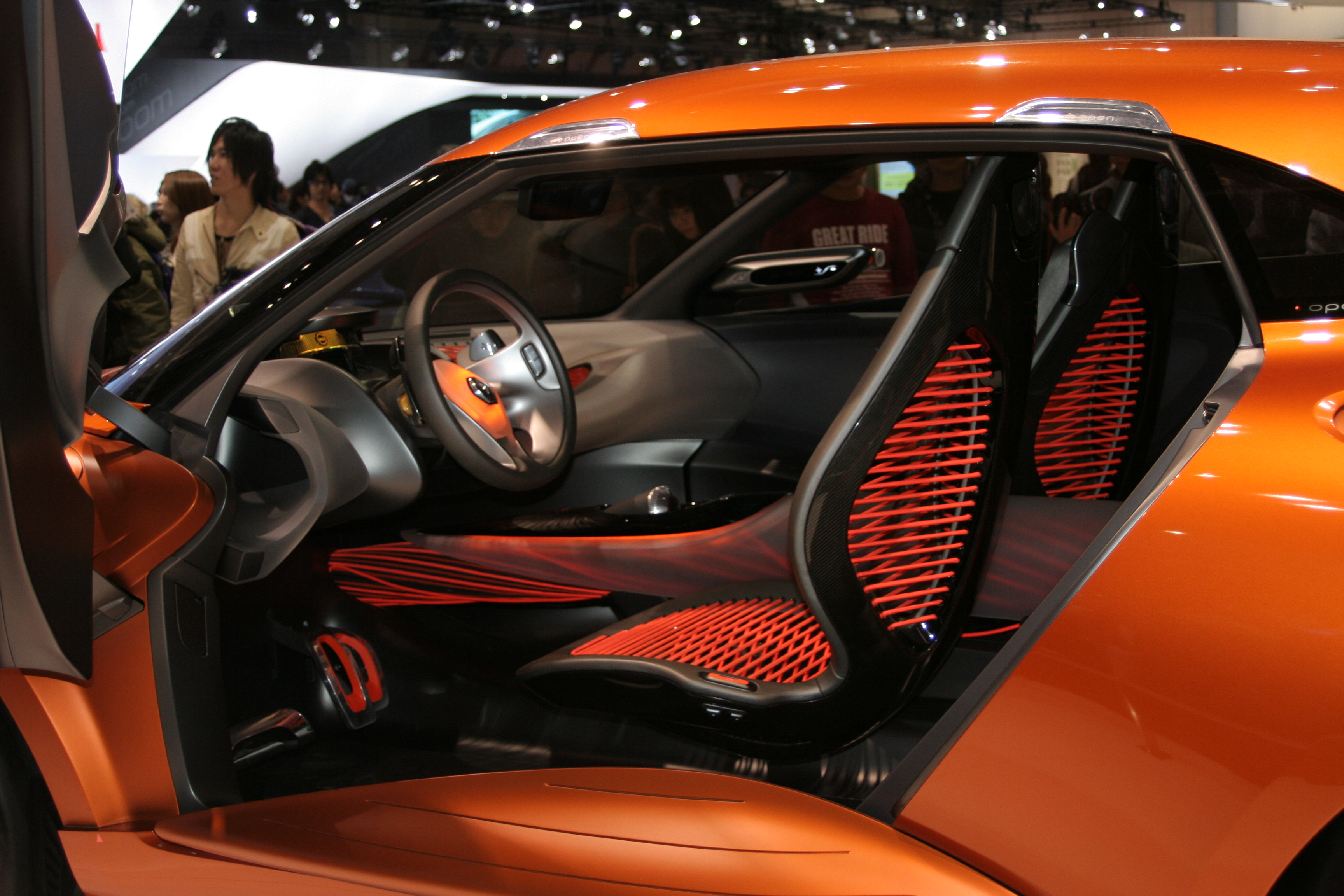
داخل رنو کپچر

این خودرو بر اساس همان پلت فرم جوک و کلیو است. کپچر با موتور دیزلی توین-توربوشارژ ۱٫۶ لیتری dCi «انرژی» در سال ۲۰۱۱ ساخته شد. این موتور 158bhp اسب بخار (۱۱۸ کیلو وات ۱۶۰ اسب بخار) و ۲۸۰ پوند فوت (380 N · m) گشتاور تولید می‌کند و کپچر می‌تواند به سرعت ۶۲ مایل در ساعت در ۸٫۰ ثانیه دست پیدا کند و ۹۹ گرم در کیلومتر میزان انتشار CO2 را دارد و حداکثر سرعت آن ۱۳۰ مایل در ساعت (۲۰۹٫۲ کیلومتر در ساعت) است.
این خودرو از فیبر کربن ساخته شده‌است، درهای پروانه‌ای دارد و دارای یک سقف قابل جابجایی است. وزن آن ۱۳۰۰ کیلوگرم است و دارای چرخ‌های ۲۲ اینچ بزرگ است. با وجود ظاهر آن که یک کراس اوور است کپچر خودروی محور جلو است.

## آمار فروش
- آمار فروش کل کپچر
- در سال ۲۰۱۳ با وجود حضور کمتر از یک سال در بازار، توانست مقام سوم را در بخش کراس اوور کوچک اروپا، با بیش از ۸۴٬۰۰۰ فروش، بعد از نیسان جوک و داچیا داستر را به‌دست بیاورد
- در پایان سال ۲۰۱۴، رنو کپچر در اروپا با ۱۶۴٫۸۰۱ واحد فروش رتبه اول در کراس اوورهای کوچک اروپا را کسب کرد.
- در پایان سال ۲۰۱۵، رنو کپچر در اروپا با ۱۹۴٫۸۴۷ واحد فروش رتبه اول در کراس اوورهای کوچک اروپا را کسب کرد.
- در پایان سال ۲۰۱۶، رنو کپچر در اروپا با ۲۱۵٫۴۹۳ واحد فروش رتبه اول در کراس اوورهای کوچک اروپا را کسب کرد.
- در پایان سال ۲۰۱۷، رنو کپچر در اروپا با ۲۱۱٫۳۲۱ واحد فروش رتبه اول در کراس اوورهای کوچک اروپا را کسب کرد.

| سال  | فروش منطقه‌ای | فروش منطقه‌ای | فروش منطقه‌ای | فروش منطقه‌ای | فروش منطقه‌ای | فروش جهانی | فروش جهانی |
| سال  | اروپا        | کره جنوبی    | برزیل        | روسیه        | استرالیا     | کپچر       | کپچر GA    |
| ---- | ------------ | ------------ | ------------ | ------------ | ------------ | ---------- | ---------- |
| ۲۰۱۳ | ۸۴٬۰۸۵       |              |              |              |              |            |            |
| ۲۰۱۴ | ۱۶۴٬۸۰۱      | 18,191       |              |              |              |            |            |
| ۲۰۱۵ | ۱۹۴٬۸۴۷      | 24,560       |              |              | ۱٬۶۱۴        |            |            |
| ۲۰۱۶ | ۲۱۵٬۴۹۳      | 15,301       |              |              | ۱٬۵۶۳        | 243,797    | 15,160     |
| ۲۰۱۷ | ۲۱۱٬۳۲۱      | 12,228       | 13,742       | 30,966       | ۳۷۷          | 232,733    | 62,147     |
| ۲۰۱۸ | ۲۱۱٬۰۹۲      | 6,367        | 26,504       | 30,042       | ۴۵۷          | 230,070    | 78,907     |
| ۲۰۱۹ | ۲۲۲٬۵۴۰      | 4,702        | 28,660       | 25,799       | ۴۸۴          | 239,332    | 69,812     |
| ۲۰۲۰ | ۱۷۸٬۷۲۴      | ۲٬۲۸۳        | 10,872       | 20,284       | ۳۳           | 188,065    | 40,393     |
| ۲۰۲۱ | ۱۶۲٬۱۳۸      |              | 8,306        |              | 533          | ۱۷۱٬۵۴۳    | ۳۳٬۸۱۱     |